# Степанюк Сергій Федорович
Сергі́й Фе́дорович Степаню́к (5 липня 1979, м. Луцьк, Волинська область — 10 травня 2022, біля с. Павлівка, Донецька область, Україна) — український військовослужбовець, солдат Збройних сил України, учасник російсько-української війни. Кавалер ордена «За мужність» III ступеня (2022, посмертно).

## Життєпис
Від 2000 року проживав у селі Дзвиняча (нині Вишнівецької громади Кременецького району на Тернопільщині).
З початком російського вторгнення в Україну 2022 року повернувся із Польщі та став учасником російсько-української війни. Загинув 10 травня 2022 року біля с. Павлівка Донецької области, внаслідок ворожого мінометного обстрілу.
Похований 13 травня 2022 року в селі Дзвиняча, де проживав.
Залишилися дружина, троє дітей і внук.

## Нагороди
- орден «За мужність» III ступеня (29 липня 2022, посмертно) — за особисту мужність і самовіддані дії, виявлені у захисті державного суверенітету та територіальної цілісності України, вірність військовій присязі[1].